# 加州大學聖塔芭芭拉分校
加州大學聖芭芭拉分校（縮寫UCSB）是一所著名的公立研究型大學，加州大學系統的成员之一。学校坐落在美國加州聖塔芭芭拉以西10英里的一個約1,055英畝（427公頃）的半島上，距洛杉矶约100英里。学校现在為公立常春藤和美国大学协会成员。
自1972年以來，加州大學聖芭芭拉分校共有14名校友、教授及研究人员曾获得諾貝爾獎，1位曾获得菲爾茨獎。此外UCSB的現職教授中更有29位國家科學院（National Academy of Sciences）院士、27位國家工程院（National Academy of Engineering）院士以及34位藝術和科學學院（Academy of Arts and Sciences）院士。

## 历史
加州大學聖塔芭芭拉分校的前身可以追溯到成立于1891年的安娜·布雷克学校（Anna Blake School）。1908年学校改公立并改名为圣芭芭拉州立师范学校（Santa Barbara State Normal School），1921年又改名为聖芭芭拉州立学院（Santa Barbara State College）。
该校于1944年成为加州大學系統中第三个成员，并改名加州大学圣巴巴拉学院（Santa Barbara College of the University of California），最后于1958年改为今名加州大學聖芭芭拉分校（University of California, Santa Barbara）。
加州大学系统的管理者们最初想把学校办成一个小型的文理学院，但之后学校规模持续扩大。

## 學校校園

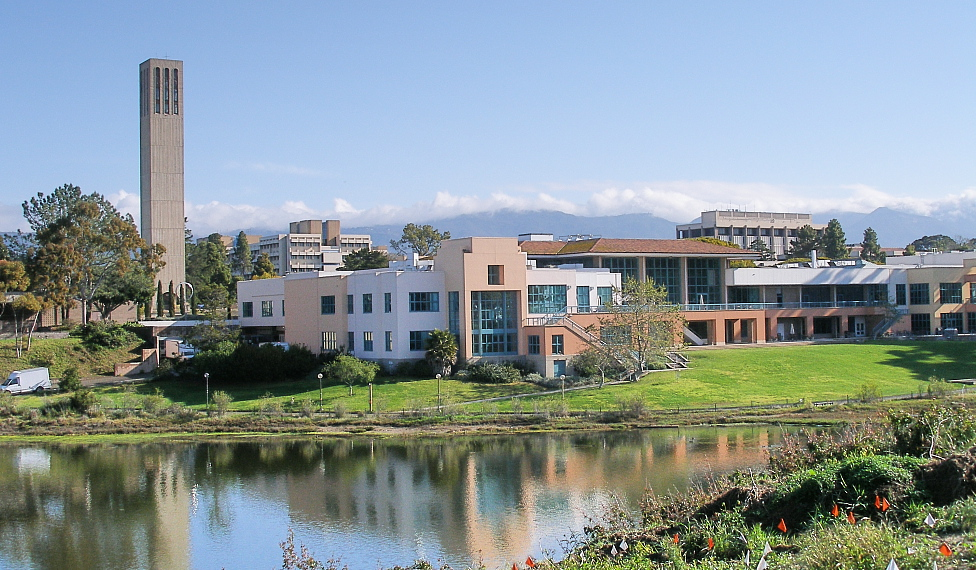
斯托克塔，学生活动中心和潟湖

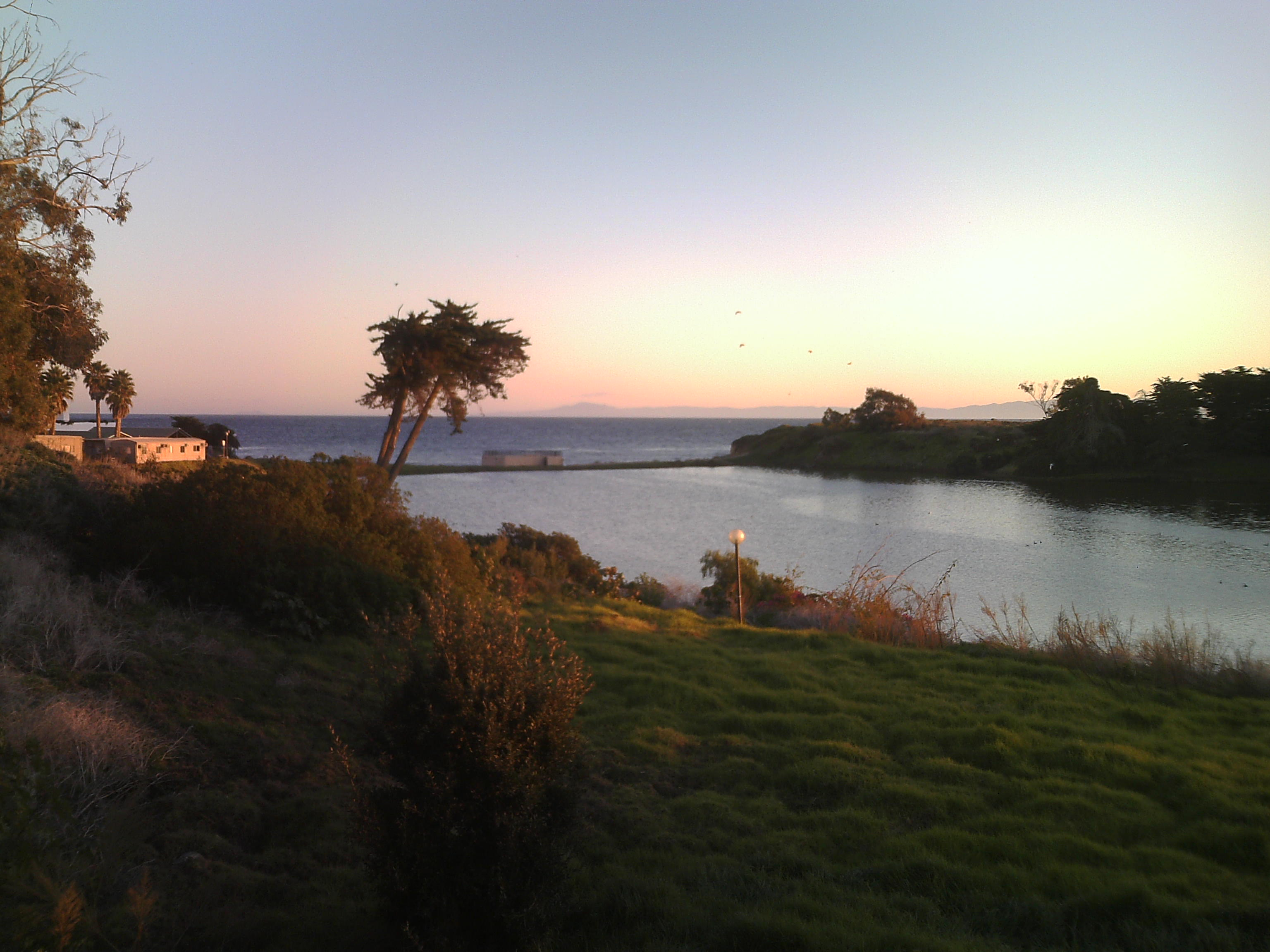
潟湖。远方是海峡群岛中的圣克鲁斯岛

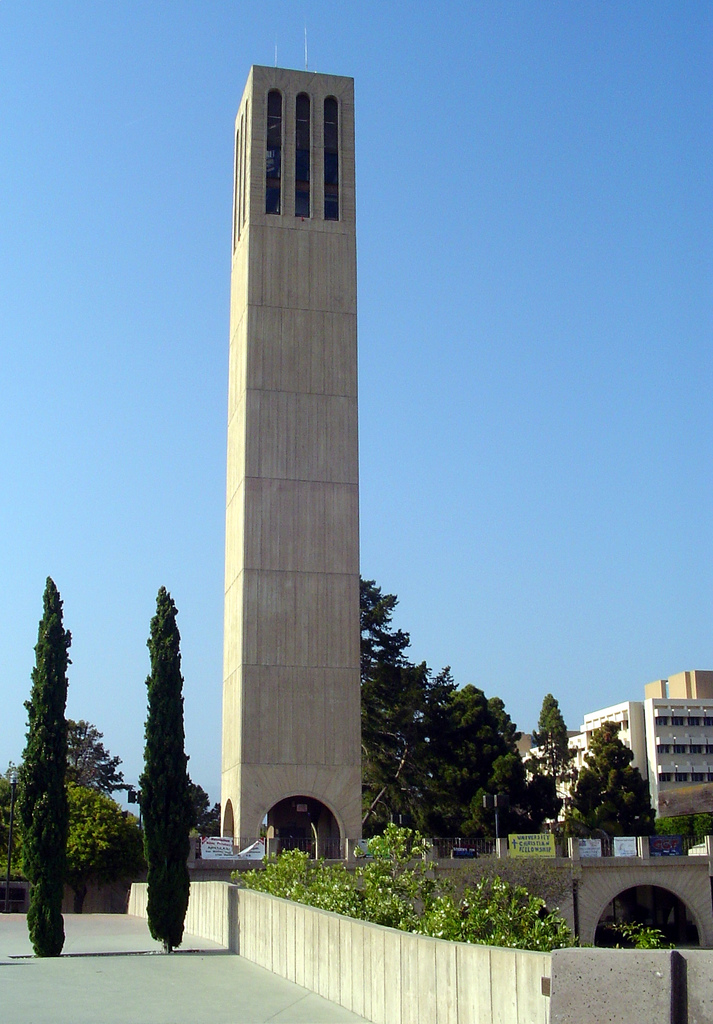
斯托克塔

学校享有行政上的自治权，并不隸屬於聖塔芭芭拉或更近的戈立塔。加州大学聖塔芭芭拉分校的校園可劃分為四個部分：
- 主校区（Main Campus）: 包括所有教学设施和大部分本科生宿舍：东南兩面環海，北邻圣巴巴拉机场（Santa Barbara Airport)，西接景岛（Isla Vista）社区。
- 斯托克校区（Storke Campus）: 包括研究生宿舍和体育设施
- 西校区（West Campus）和北校区（North Campus）: 面积广大，以发展用地为主

学校坐落在加州南部海岸边的一处悬崖之上，与加州海峡群岛隔海相望，是美国为数不多拥有海滩的校园之一。太平洋的海岸线在此九十度转弯，所形成的直角被称为校园角(campus point)。大海在校园南部形成了潟湖，独特的生态环境吸引了大量鸟类和鱼类在此栖息。位于校园中心的斯托克塔(Storke Tower)高53米，是校园乃至整个圣巴巴拉县的最高建筑物。
学校图书馆的主要建筑是高8层的戴维森图书馆（Davidson Library）。藏书达300余万册，其中位于5楼的东亚图书馆藏有中文，日文及韩文书籍16余万册。戴维森图书馆2013年开始进行大规模扩建，2016年竣工后使用面积增加5,600平方米。由于圣巴巴拉温和少雨的气候，自行车在学校非常受欢迎。校园内自行车道遍布，自行车停车架也随处可见，成为校园里的一道景观。

## 学校生源
加州大学圣巴巴拉分校被美国新闻与世界报道列入美国最挑剔的学校的榜单。根据加州大学系统招生部统计，加州大学圣巴巴拉分校是2016年录取率为32.7%，是第3难申请的加州大学，僅次於UC Berkeley與UCLA。2015年，圣塔芭芭拉加州大学收到了85,208份新生的申请，然而圣塔芭芭拉加州大学却只有不到5000个名额。在2013年入学的本科生中，白人占39.6%，西班牙裔占24.2%，亚洲裔占24.2%，非洲裔占3.9%，国际学生占4%。

## 學院系所
加州大學聖塔芭芭拉分校是一個以研究為主，最高可授予博士學位的綜合性大學。加州大學聖塔芭芭拉分校的五個學院提供90個本科（undergraduate）學位和55個研究生學位。
加州大學聖塔芭芭拉分校的五個學院分別是：
- 创新研究學院（College of Creative Studies）: 招收资优本科生在此进行研究和创造性学习
- 工程學院（College of Engineering）
- 文理學院（College of Letters and Science）
- 布倫環境科學學院（Bren School of Environmental Science & Management）
- Gevirtz教育研究學院（Gevirtz Graduate School of Education）

加州大學聖塔芭芭拉分校擁有大約兩萬名本科生，三千名研究生以及近千名教師。加州大學聖塔芭芭拉分校的材料科學， 物理学和海洋研究所名列前矛。她的工程學院（化工，計算機科學，計算機工程，機械工程）最有名，文理學院及藝術學院也很好。其他出色的學術領域有生物科學、心理學、人文、商業、社會科學等。 加州大學聖塔芭芭拉分校的現任校長是楊祖佑博士（1994年 - 至今）。

### 文理學院

#### 数学系
数学系现有教职人员四十余名，博士研究生六十余名。师资队伍中包括菲尔兹奖得主迈克尔·弗里德曼(1986年)和著名华裔数学家, 麦克阿瑟天才奖得主张益唐。著名华裔数学家樊畿退休前也长期在此执教。教师中还有美国艺术与科学院院士1名，美国数学会会士(AMS Fellow)10名。

#### 物理系
学校物理系目前有58名教職員，提供學士、碩士、博士學程。
虽然圣塔芭芭拉加州大学在1959年才正式加入加州大学；圣塔芭芭拉加州大学在1995年才正式被美国大学協会认可，然而在短短的十几年中，圣塔芭芭拉加州大学物理系做出举世瞩目的成绩。截至2014年為止，該系有四個教職員獲得過諾貝爾獎，分別是中村修二(2014年物理獎)、戴維·格婁斯（2004年物理獎）、艾倫·黑格（2000年化學獎）和沃爾特·科恩（1998年化學獎）。

### 工程學院
工程學院的學術排名：
- 2012年《泰晤士高等教育世界大學排名》世界大學工學院排名：16 [11]
- 2012年《世界大学学术排名》世界大學工學院排名：6 [12]
- 2012年《美國新聞與世界報導》美國大學工學院排名：21 [13]

#### 电子与计算机工程系
2011年，该系被美國國家科學研究委員會评为全美该领域研究第8位、综合第4位。，而泰晤士高等教育将该系排在该领域全球第16位。最近几年，该系学术声誉不断提升，工程学院从2005年泰晤士高等教育全球工程学院第25位上升到2011年的第16位。被该校录取的本科新生成績平均積點达到了4.12（伯克利加州大学为4.27）。
该系高度重视科学研究，2010至2011学年科研经费达到2220万美元。该系教职人员中，有诺贝尔物理学奖得主两位、国家技术创新奖章（National Medal of Technology and Innovation）得主一位、电气电子工程师学会会士26位。

## 排名
2021年《美國新聞與世界報導》美國國家大學排名：30 2021年《美國新聞與世界報導》美國公立大學排名：6 2021年《美國新聞與世界報導》全球大學排名：56 。

## 诺贝尔奖得主
| 人物          | 年份 | 类别              |
| 中村修二      | 2014 | Physics           |
| 戴维·格罗斯   | 2004 | Physics           |
| 芬恩·基德兰德 | 2004 | Economic sciences |
| 赫伯特·克勒默 | 2000 | Physics           |
| 艾伦·黑格     | 2000 | Chemistry         |
| 沃尔特·科恩   | 1998 | Chemistry         |
| 约翰·施里弗   | 1972 | Physics           |

## 知名校友
- 卡罗尔·格雷德，1983年本科，分子生物学家，约翰霍普金斯大学教授，1995年获诺贝尔生理学或医学奖。
- 罗伯·巴拉德，1965年本科，水下考古学家，1985年发现泰坦尼克号沉船。
- 迈克尔·道格拉斯，1968年本科，著名演员和制片人，1987年获奥斯卡最佳男主角。
- 格温妮丝·帕特罗，曾就读，著名演员，1998年获奥斯卡最佳女主角。
- 焦立中，1985年硕士，1987年博士，首位进行太空漫步的华裔宇航员，国际空间站首位华人指挥长。
- 李小文，1985年博士，地理学家，北京师范大学教授，中国科学院院士，中国科学院遥感应用研究所前任所长。
- 赵东元，1996年-1998年博士后，复旦大学化学系教授，中国科学院院士。
- 张首晟，1987年-1989年博士后，斯坦福大学物理学教授，清华大学高等研究院特聘教授, 美国科学院院士，美国艺术科学院院士，中国科学院外籍院士。
- 祁晓亮，2009年-2010年博士后，斯坦福大学物理学副教授。
- 杨培东，1997年-1999年博士后，加州大学大学伯克利分校化学与材料科学教授，美国艺术科学院院士。
- 朱清时，访问学者，物理化学家，中国科学院院士，中国科学技术大学前任校长，南方科技大学首任校长。
- 卡罗尔·福尔特(Carol Folt)，1976年本科，1978年硕士，北卡罗来纳大学教堂山分校现任校长，曾任达特茅斯学院教授。
- 安吉拉·贝尔奇(Angela Belcher)，1991年本科，1997年博士，麻省理工学院(MIT)教授，2004年麦克阿瑟天才奖获得者。
- 阿列克谢·菲利潘科，1979年本科，加州大学伯克利分校天文学教授，美国科学院院士。
- 约翰·科特利（John R. Kirtley），1971年本科，1976年博士，斯坦福大学物理学教授。
- 普利亚·那拉西姆汉(Priya Narasimhan)，1995年硕士，1999年博士，卡内基梅隆大学电子与计算机工程系教授，YinzCam公司创始人和首席执行官。
- 津贺一宏（Kazuhiro Tsuga）， 1986年硕士，松下电器现任主席。
- 安德斯·达尔维格（Anders Dahlvig）， 1982年硕士，宜家家居前主席兼首席执行官。
- 杰弗里·欧亨利（Jeffrey O. Henley）， 1966年本科，甲骨文公司前主席。